# Holland (Minnesota)
Pour les articles homonymes, voir Holland.
La ville américaine de Holland est située dans le comté de Pipestone, dans l’État du Minnesota. Lors du recensement de 2010, elle comptait 187 habitants.

## Source de la traduction
- (en) Cet article est partiellement ou en totalité issu de l’article de Wikipédia en anglais intitulé « Holland, Minnesota » (voir la liste des auteurs).